# پادگان بدرآباد
پادگان بدرآباد یک منطقهٔ مسکونی در ایران است که در دهستان کرگاه غربی واقع شده‌است. پادگان بدرآباد ۳٬۲۸۹ نفر جمعیت دارد.